# D兄さん
D兄さん（でぃーにいさん、1994年4月20日 - ）は、日本のお笑いタレント。ワタナベエンターテインメント九州事業本部所属。福岡県飯塚市出身。その後、大阪、東京と過ごし、現在は福岡県に在住。

## 来歴
小学生の頃から卒業文集ではお笑い芸人になりたかったらしく、「おぎやはぎ」に憧れてお笑いを志す。またアンタッチャブルも好きで主に東京芸人の影響を受けて育った。
福岡県立嘉穂高等学校に進学し、その後関西学院大学を卒業した。関西学院大学時代は甲山落語研究会に入部し、大阪NSC一般36期としてデビューした。在学中、りょーぞー（現・ジグロポッカ）、ゴシヒロ。とコンビを組んでいたこともある。
大学卒業後、上京し徳原旅行、がまの助（現・竹内ズ）、夏目一年生、山田ボールペンとシェアハウスをはじめ、のちに徳原旅行と「パパドプーロス」を結成、解散後、山下大車輪（現・ぶたマンモス）と「プロテインメガネ」などを結成解散し、ワタナベコメディスクール28期として入学。横田、がんばる太郎と「つばめ花火」を結成卒業し、ワタナベエンターテインメントに所属。「ワタナベお笑いNo. 1決定戦」の準決勝進出や「WEL FES」等にも出演経験もあるが、その後トリオを解散し、ワタナベエンターテインメント九州事業本部に移籍。この際芸名を「D-中山」から「D兄さん」へ変更した。
2025年5月25日、自身のSNSで一般女性と結婚したことを報告。

## 人物
- 筋肉芸人というキャラと中山という名字から「なかやまきんに君」と共演できると思っていたが叶わず、芸名変更後にテレビで共演を果たす。
- さもあんすがい、るか（元アグレッシブ、現・白蛇）とのシェアハウス経験もある。
- とても社交的で他事務所にも交友関係がある。
- フリーでやっていた時期が長く大阪NSC36期、ワタナベコメディスクール24期、28期が同期にあたる。
- とてもスイーツが好きで日々スイーツを食べており、カフェ巡りなども趣味で１日5〜6軒カフェをハシゴすることもあったという。また締めのラーメンよりも締めのスイーツ派である。
- SnowMan岩本照と同じ「筋トレスペシャリスト」という資格を持っている。
- 池坊華道会の理事、中山濱子の孫である。
- 趣味、特技として、筋トレ、ダイエット、ゴルフ、華道、茶道がある。

## 芸風
- 胸元にアルファベットの「D」の文字が書いてある黄色にタンクトップに黄色のハーフパンツを履いている。
- アルファベットの「D」が好きすぎてダ行をDにしてボケていると本人は言っている。また日常で「D」に見えるポーズを探す「ショートD」と言うものを学生お笑い時代からずっとやっている。
- 主に「D」を使ったフリップネタや「D」を使った1人コントや漫談、筋肉を使ったネタを行っている。

## 活動歴・賞レース成績

### ボディビル
- 湘南オープンボディビル2020 11位
- 福岡県ボディビル大会2021新人戦7位

### お笑い賞レース
- キャナル1-GP 2022準優勝[3]

## 出演

### テレビ
- 快答！50面SHOW[4]（TBSテレビ、2020年7月25日）- 「MCとして出世しそうな40歳以下芸人は？」の企画
- ウチのガヤがすみません!（日本テレビ、2020年10月13日）-「芸人風紀委員会、愛すべき変わり者SP」にて「やってはいけないことをやってしまう男」として企画が組まれる[5]。
- タダイマ！（RKB毎日放送、2021年4月13日・8月31日）- みんな爪出していこうぜ[6]、「ゴリ賢者」テーブルマナーコーナー編[7]
- ばりすき！（TVQ九州放送、2021年6月20日）- 査定ダービー[8]
- 地元検証バラエティ 福岡くん。（福岡放送、2021年11月28日）- 足ツボロード編[9]
- ホークス納会ゴルフ2021（福岡放送、2021年12月31日）- ドラコン計測ボーイ[10]

### ラジオ
- サンドウィッチマンの天使のつくり笑い[11] （NHKラジオ第1（東京）、2019年12月9日）- パーソナリティとして出演。２丁拳銃、かが屋、ダンビラムーチョ、ロマン峠も出演。
- そよかぜましおの今夜は増し増し[12]（FBSラジオ、2020年10月4日）- 準レギュラーを担当。
- ゴジラジ（カモンFM、2022年6月30日）- 準レギュラー担当[13]。

### Youtube
- ワタナベお笑い公式チャンネル[14] - ネタ動画多数
- ワタナベ九州チャンネル[15] - ネタ動画多数
- 四千頭身 YouTubeチャンネル
  - 「もしも石橋脱退ドッキリが本当だったら・・・[16]」
  - 「後輩を勧誘してみた【ドッキリ】[17]」
  - 「四千頭身＋7人ツッコミで10人漫才やってみた[18]」
- コアラ小嵐 - 「ポージング練習で白井さんに裏切られたｗ【サインプレイ修行12】[19]」
- てんじんNOW「webてんじん」 - 「スイーツ大好き筋肉芸人が感動した絶品たいやき[20]」「まるでジュエリー！驚愕の蜜たっぷり焼いイモ[21]」